# Glidgjutning

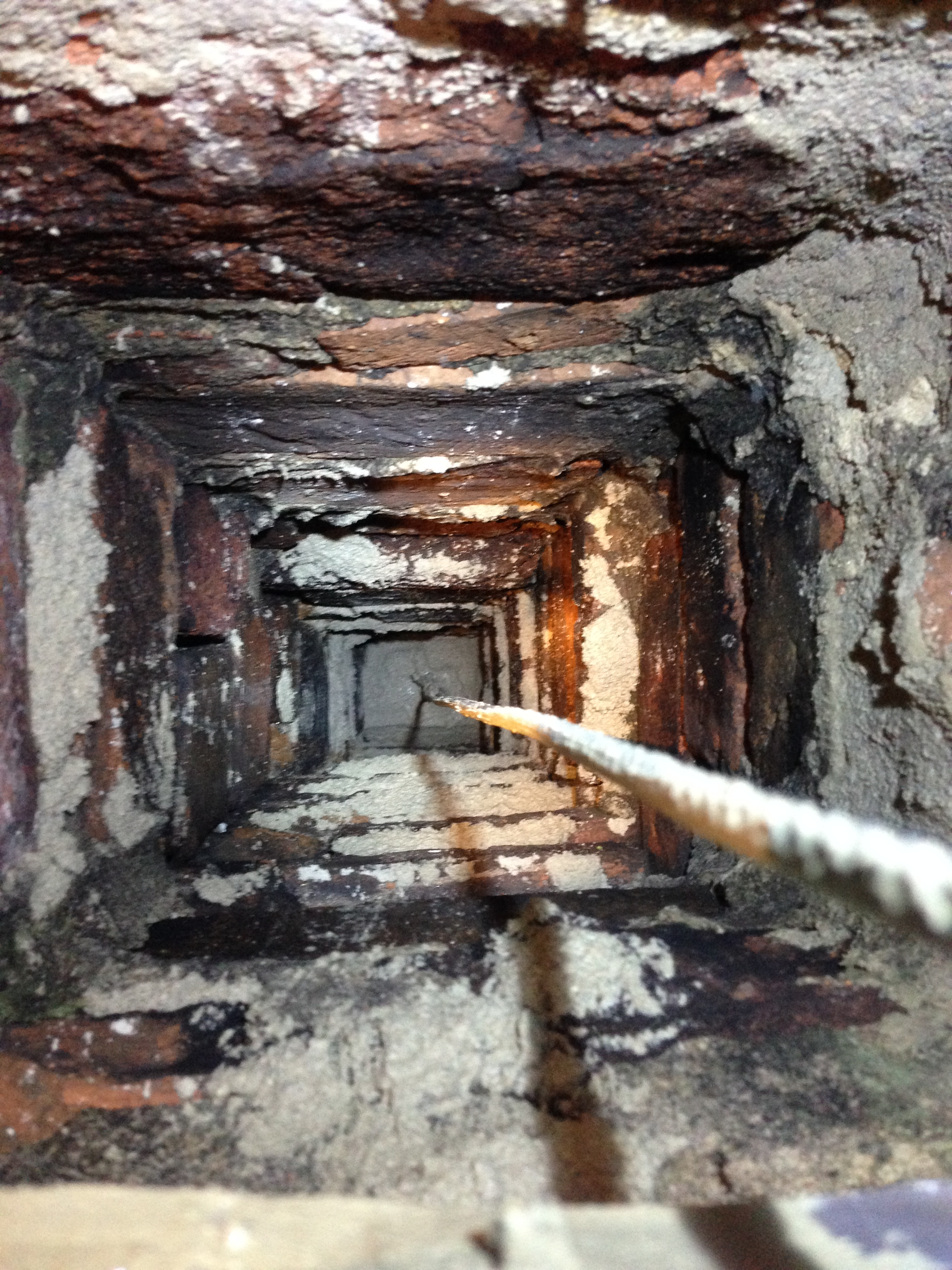
Glidgjutning av rökkanal. Putsbruk hälls ned på dragkudden som är fäst i vajer som dras upp med hjälp av vinsch.

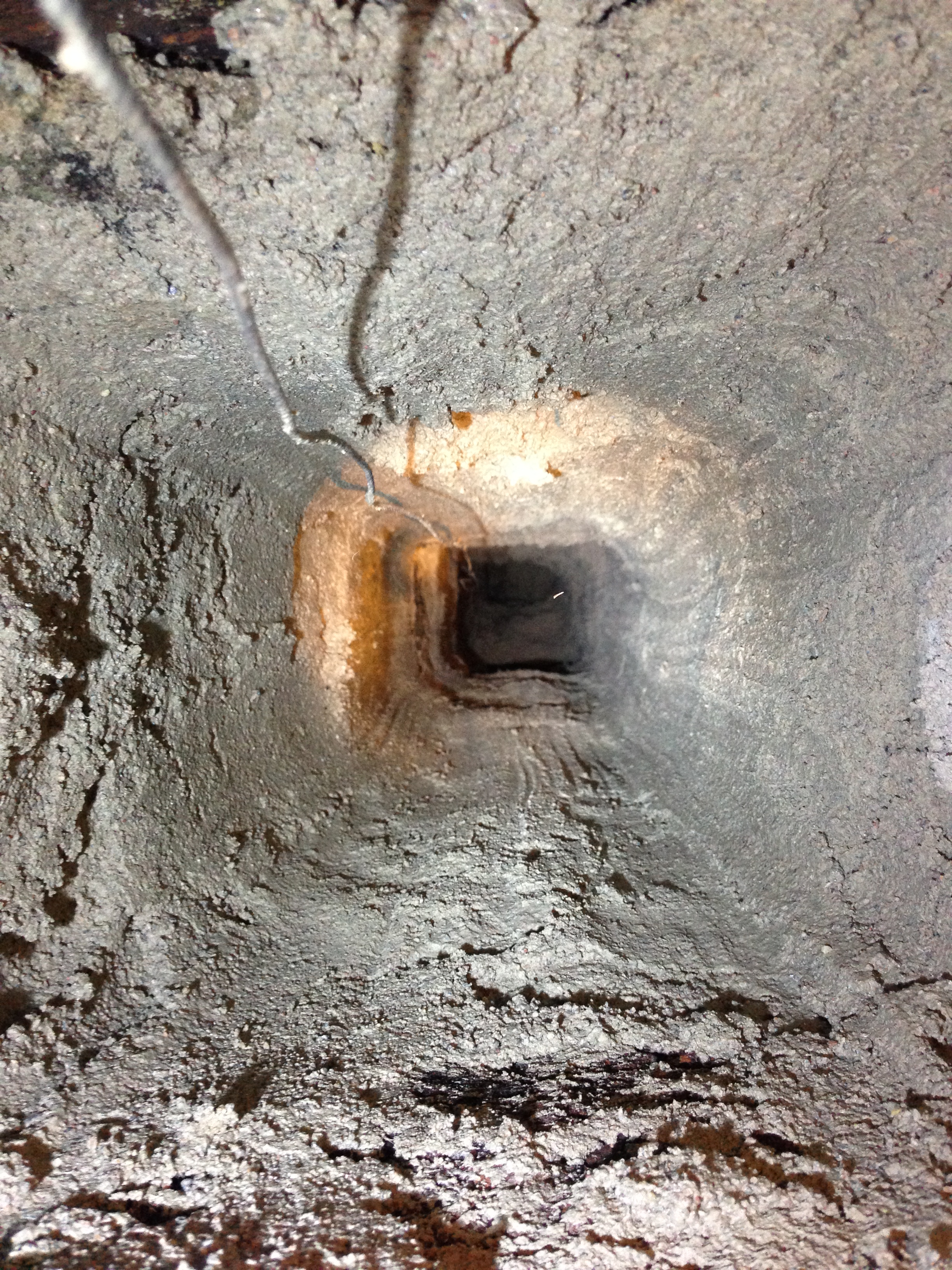
Glidgjutning efter första dragningen. Hålrum har täppts igen med putsbruk.

Glidgjutning, även kallad Schädlermetoden, Manometermetoden, Safe-Seal-metoden, är en metod för att renovera murade skorstenar utan att behöva montera ned dem.

## Metod
En glidkudde fästes på vajer i botten av skorstenen och dras upp genom skorstenspipan med hjälp av en vinsch. Medan glidkudden dras uppåt fylls murbruk på i skorstenspipan, bruket pressas då ut mot sidorna och tätar ojämnheter, sprickor och skador. Innan själva glidgjutningen påbörjas måste rökkanalen sotas ordentligt, eftersom sot förhindrar gjutmaterialet från att fästa. När kanalen är sotad ska den blötas ner, både för att bruket ska fästa bättre och för att det inte ska torka för snabbt och skapa sprickor i bruket. Efter detta ska ett lättflytande bruk blandas, då första lagret ska slammas. Detta då det fäster bättre än vanliga blandningen hos bruk och sedan fungerar som bindning eller lim till nästa skikt. Sedan ska normal blandning på bruket göras. Antalet dragningar beror på rökkanalens skick. Mellan varje dragning ska bruket brinna. När sista dragningen är gjord har kanalen något mindre area men de släta ytorna gör ofta att lufthastigheten hos röken trots detta förbättras.
1. Sota kanalen
2. Fukta kanalen
3. Slamma kanalen
4. Dra kanalen med bruk

## Konstruktion
Glidgjutningen kan utföras med olika varianter gällande dragkudde men den grundläggande tekniken är densamma.

### Dragkudde
Dragkudden kan utformas på olika sätt, exempelvis med en platta i botten av metall eller trä som är fäst med en ögla. Plattan täcks med skumgummi som är något större än kanalen. Alternativt används en uppblåsbar kudde som kan fyllas på eller tömmas med luft under dragningen.

### Vinsch
Vinschen måste ha tillräcklig hållfasthet för att kunde dra upp kudden samt bruket ovanpå kudden. Vanligtvis används stålvajer vid glidgjutning.

## Alternativ
Ett alternativ till glidgjutning är att montera böjbara insatsrör med vulkanisk kross som isolering.